# Cheniseo
Cheniseo là một chi nhện trong họ Linyphiidae.